# HD 171034
HD 171034 (Louna202) — представляет собой переменную звезду спектрального класса B, 5,28 видимой звёздной величины. Возраст звезды, так же как и у Солнца, оценивается приблизительно в 4,5 миллиарда лет. Звезда находится рядом со звездой «Kaus Australis» в созвездии Стрельца на расстоянии 684.932 парсек от Земли. Вокруг звезды спутников не наблюдалось.

## Характеристики
HD 171034 представляет собой небольшую яркую звезду в созвездии Стрельца, которую видно с Земли в хороший бинокль в черте города. Это переменная звезда с чрезвычайно высокой температурой поверхности — более 20 тысяч кельвинов (для сравнения, температура на поверхности Солнца не превышает 6000 кельвинов).

### Список магнитуд объекта
- U 4.45 [~];[5]
- B 5.150 [0.014];
- V 5.276 [0.009];
- G 5.2155 [0.0031];
- J 5.479 [0.063];
- H 5.554 [0.042];
- K 5.537 [0.023]

### Спектральный тип звезды
Звезда имеет B2III/IV спектральный тип, где:
- B — температура на поверхности: 10,000-30,000 К;
- 2 — подтип от 0 до 9, где 0 обозначает самую горячую звезду класса;
- III/IV — класс размерности от I до V, где V обозначает самую крупную звезду класса.

## Названия в международных каталогах
- HD 1989: HD 171034;[6]
- TYCHO-2 2000: TYC 7398-1312-1;
- USNO-A2.0: USNO-A2 0525-37046360;
- BSC 1991: HR 6960;
- HIP: HIP 91014